# Freihaus auf der Wieden
La Freihaus auf der Wieden était un complexe résidentiel exceptionnellement grand à Wieden, d'abord commune de la banlieue de Vienne devenue en 1850 dans le quatrième arrondissement de Vienne. Construit au XVIIe siècle, il est démoli en 1937. Le nom Freihaus fut adopté pour un bâtiment appartenant à l'université technique de Vienne, construit dans les années 1970 sur une partie de l'ancien site de la Freihaus.

## Histoire
La Freihaus est construit au XVIIe siècle et est ainsi nommé, parce que les privilèges d'exonération fiscale et sa propre juridiction sont associés à la propriété du bâtiment. Le comte impérial Konrad Balthasar von Starhemberg reçoit la zone centrale de la Freihaus de la part de l'empereur Ferdinand III en tant que fief en 1643 et l'acquiert du monarque en 1647 en pleine propriété avec une charte qui lui garantit, ainsi qu'à ses descendants, l'exonération fiscale et la propre juridiction du propriétaire sur tous les résidents de l'immeuble complexe. Dans son testament de 1686, le comte fait du domaine de Conradswörth (Wörth = île ; certaines parties de la région se trouvaient sur une île de la rivière Vienne) un majorat pour sa famille ; l'héritage doit toujours appartenir au fils aîné seul.
En 1657, l'ancien bâtiment sur le terrain brûle. Le comte Starhemberg fait construire la Freihaus en 1660 (d'abord documentée sous ce nom en 1703) avec la chapelle Sainte-Rosalie (de la taille d'une église de village) et agrandit progressivement la zone ; les achats ne sont achevés qu'en 1665. Lors du deuxième siège turc en 1683, les bâtiments sont démolis afin de ne pas offrir de couverture aux assaillants. En 1684, le nouveau bâtiment est construit, celui-ci brûle en 1759. Le nouveau bâtiment élevé jusqu'en 1769 comprend des appartements pouvant accueillir jusqu'à 1 000 habitants (le plus grand immeuble d'appartements de la ville et de sa banlieue), des marchés, des ateliers, ainsi qu'une taverne, un verger et des écuries ; En 1785, le bâtiment est agrandi, puis d'autres ailes sont construites. Le complexe de bâtiments abrite également le Freihaustheater, construit en 1787 et en activité jusqu'en 1801, qui devient après sa fermeture des appartements.
En 1858, il était envisagé de démolir des parties du complexe de bâtiments au cours de la construction du Ring et des blocs de maisons qui l'entourent. En 1872, Camillo Heinrich von Starhemberg vend le domaine à une banque. La démolition prévue des bâtiments est annulée après le krach boursier de 1873. La chapelle Sainte-Rosalie est rendue profane en 1872.
Dans les années 1890, l'immeuble a 13 cours et 31 escaliers, 1 500 pièces et abrite 2 212 personnes, essentiellement des fonctionnaires.
Au début du XXe siècle, il est clair que le complexe avec ses logements insalubres gêne la structure de la ville moderne. En 1913, le conseil municipal décide d'un plan de construction pour cette partie du 4e arrondissement, qui prévoit plusieurs zones de circulation publique sur la zone de la Freihaus (par exemple l'extension de l'Operngasse à la Margaretenstraße) et détermine les noms de rue. La démolition de la Freihaus, qui commence immédiatement, est retardée par la Première Guerre mondiale et les crises économiques qui suivent. De 1935 à 1937, la majeure partie de la zone est complètement défrichée ; des vestiges des anciens bâtiments survivent. Ceux-ci sont gravement endommagés par les bombes de la Seconde Guerre mondiale, les bâtiments restants sont rasés entre 1968 et 1970.
Aujourd'hui, le bâtiment de l'institut de l'Université de technologie de Vienne, construit dans les années 1970 sur la partie de l'ancien quartier de la Freihaus entre l'Operngasse et la Wiedner Hauptstraße, s'appelle la Freihaus, le Grätzl attenant jusqu'au Naschmarkt s'appelle Freihausviertel.

## Chapelle Sainte-Rosalie
La chapelle au milieu de la Freihaus est dédiée à Rosalie de Palerme, patronne contre la peste dans le diocèse de Vienne depuis 1646. La chapelle est rendue profane en 1872. Le maître-autel de la chapelle de 1760 est transféré à l'église Saint-Wolfgang de Kirchberg am Wechsel, en Basse-Autriche en 1926. En 1968, la chapelle est démolie et le portail de la cour de la chapelle est érigé sur le Naschmarkt en tant que dernier élément intact de l'ancienne Freihaus.

## Source de la traduction
- (de) Cet article est partiellement ou en totalité issu de l’article de Wikipédia en allemand intitulé « Freihaus auf der Wieden » (voir la liste des auteurs).